# El Manzano
El Manzano is een gemeente in de Spaanse provincie Salamanca in de regio Castilië en León met een oppervlakte van 36,71 km². El Manzano telt 74 inwoners (1 januari 2016).

## Demografische ontwikkeling
Bron: INE, 1857-2011: volkstellingen